# Sommelonne
Sommelonne ist eine französische Gemeinde mit 401 Einwohnern (Stand: 1. Januar 2022) im Département Meuse in der Region Grand Est (bis 2015 Lothringen). Sie gehört zum Arrondissement Bar-le-Duc, zum Kanton Ancerville und zum 2016 gegründeten Gemeindeverband Portes de Meuse.

## Geografie

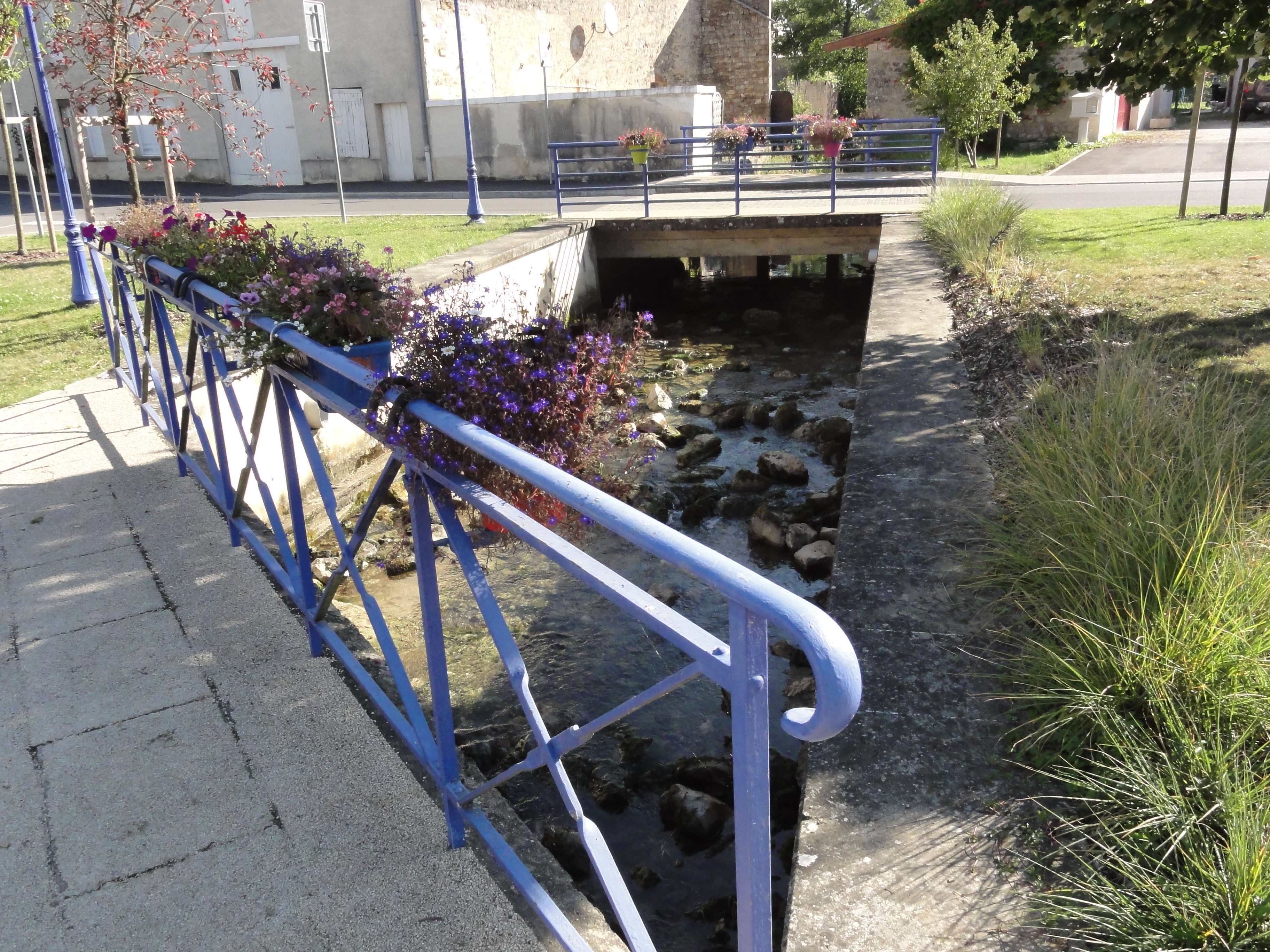
Der Fluss Ornel in Sommelonne

Die Gemeinde Sommelonne liegt an der Grenze zum Département Haute-Marne am kleinen Fluss Ornel, acht Kilometer nordöstlich von Saint-Dizier. Umgeben wird Sommelonne von den Nachbargemeinden L’Isle-en-Rigault im Norden, Saudrupt im Nordosten, Haironville im Osten, Rupt-aux-Nonains im Südosten, Ancerville im Südwesten, Chancenay im Westen sowie Baudonvilliers im Nordwesten.

## Namensherkunft
Der aus dem Lateinischen stammende Name hat die Bedeutung „Die Quelle des Ornel“. Urkundlich wurde der Ort 1146 als Summelongne und 1181 mit seinem heutigen Namen erwähnt.

## Bevölkerungsentwicklung
| Jahr                       | 1962 | 1968 | 1975 | 1982 | 1990 | 1999 | 2004 | 2009 | 2019 |
| Einwohner                  | 305  | 344  | 325  | 347  | 462  | 479  | 501  | 500  | 428  |
| Quellen: Cassini und INSEE |      |      |      |      |      |      |      |      |      |

## Sehenswürdigkeiten

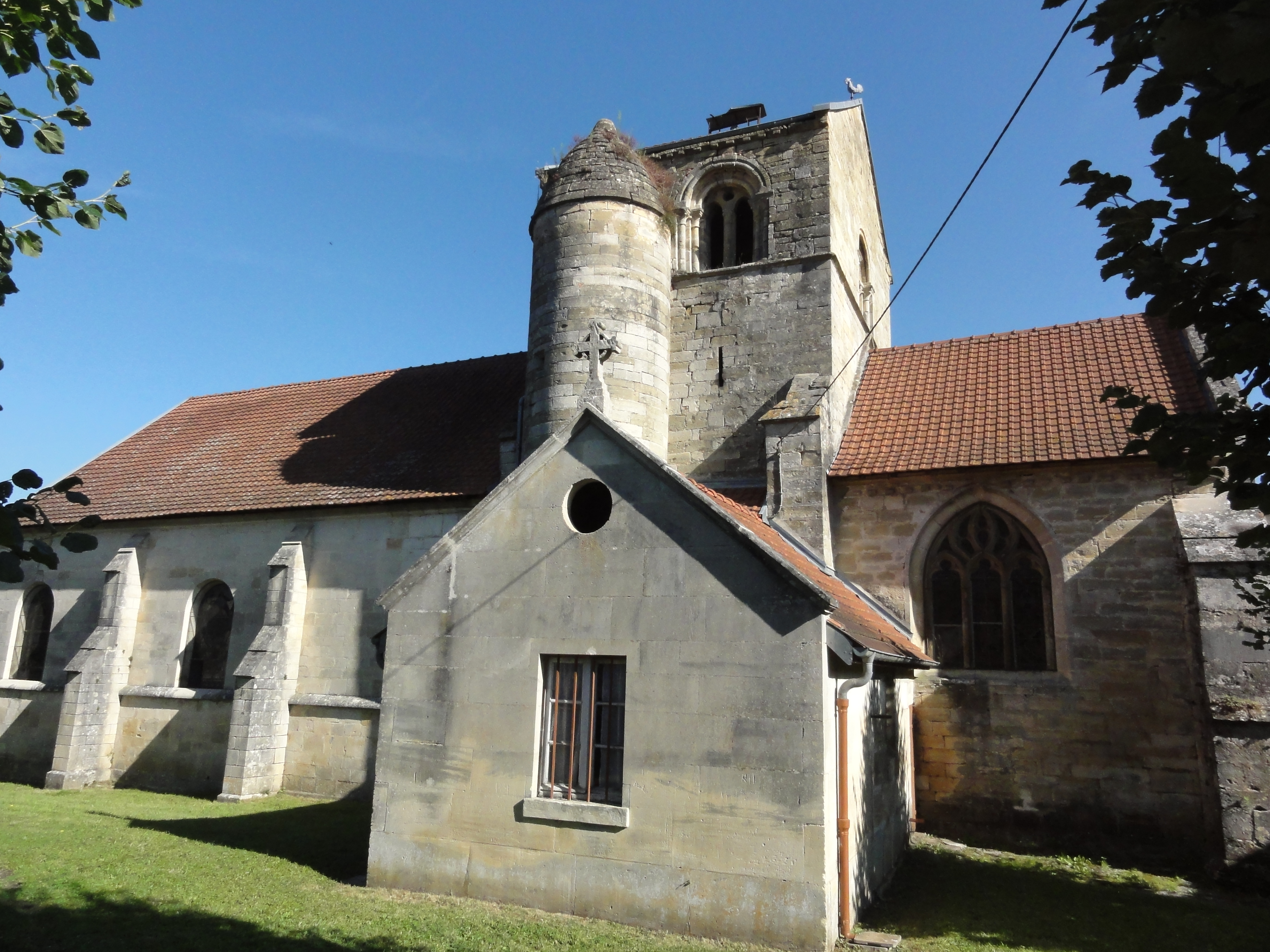
Kirche Saint-Vincent
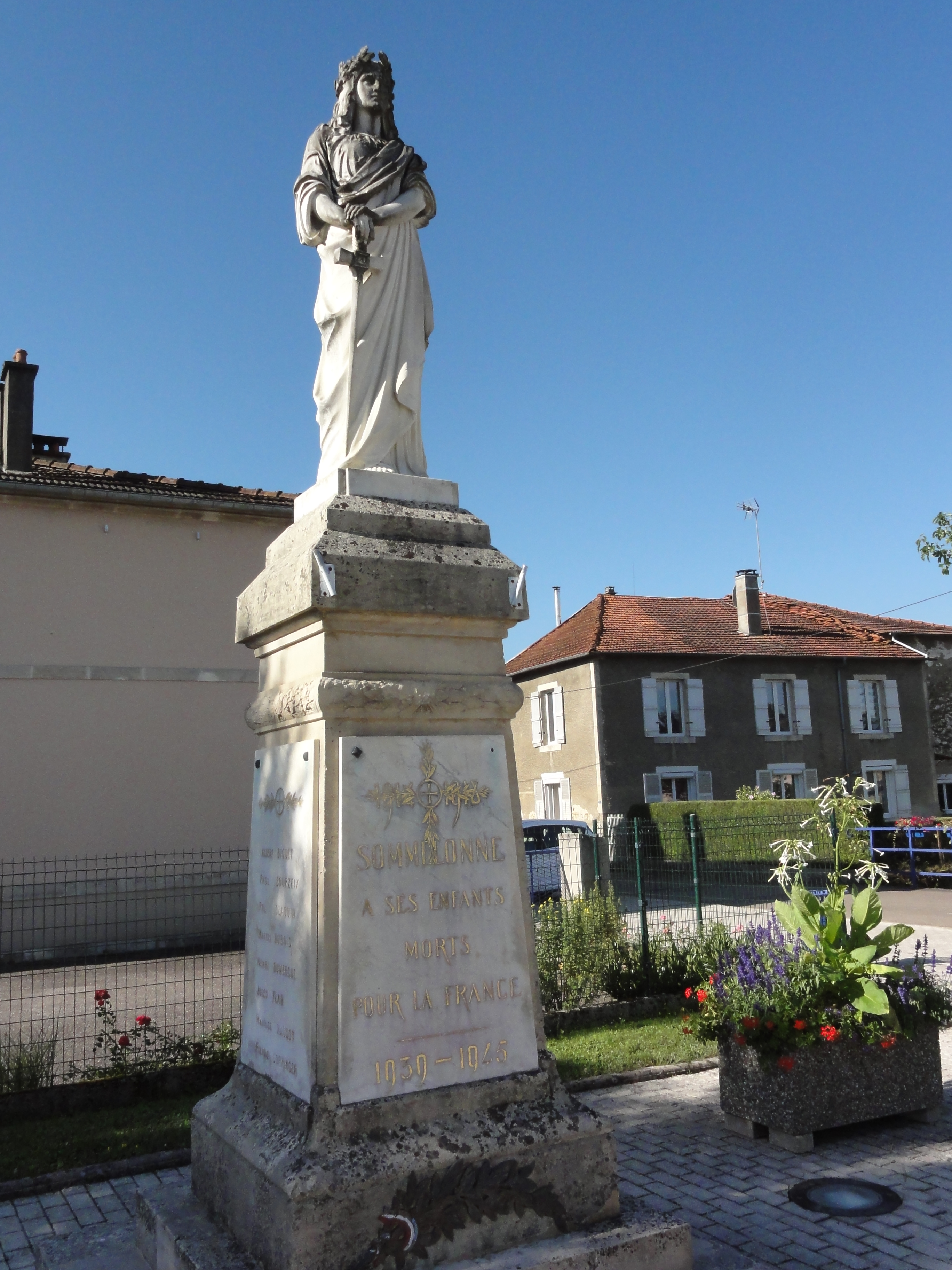
Kriegerdenkmal

- Kirche Saint-Vincent
- Denkmal für die Kriegstoten